# Drave des monts de Puvirnituq
Espèce
La Drave des monts de Puvirnituq (Draba puvirnituqii) est une espèce de plantes à fleurs de la famille des Brassicacées. C'est une plante herbacée qui pousse uniquement sur de la pierraille de péridotite et est endémique au Nord du Québec.

## Caractéristiques
La Drave des monts de Puvirnituq est une espèce herbacée pérenne. Elle subsiste à partir d'un caudex à partir duquel une série de feuilles basilaires en rosettes à chaque saison de croissance. On ne connait pas la durée de vie de la plante ou bien l'âge moyen de la première reproduction. Il est possible qu'elle doivent attendre plusieurs années avant de produire ses première fleurs. Les spécimens récoltés en 2011 laisse à pensé que les individus sont assez vieux (entre 10 et 15 ans) et que ceux ci doivent attendre 10 ans pour la première floraison.
La floraison aurait lieu vers la mi-juillet et pourrait se prolonger jusqu'à la mi-août. Les fleurs sont hermaphrodites. Le fruit est une silique qui se détache de la plante une fois à maturité. La reproduction végétative semble absente chez cette plante.

## Écologie
La Drave des monts de Puvirnituq est située dans un tout petit secteur des monts de Puvirnituq, près de la mine Raglan. Elle pousse uniquement sur de la pierraille de péridotite. Son entière population est composée de 30 individus divisé en deux colonies couvrant un total de 1,1 ha.